# 丹波牛
丹波牛（たんばぎゅう）は、黒毛和種の和牛が京都府内で最も長く肥育され、日本食肉格付協会の枝肉格付が最高ランク（A5及びA4）である場合に許される呼称である。
京都の牛の歴史は古く、1310年（延慶3年）に描かれた日本最古の和牛書「国牛十図」に「丹波牛」として取り上げられている。

## 定義
- （品種）黒毛和種
- 京都府内で最も長く飼育されたもの。
- 日本食肉格付協会の枝肉格付が最高ランク（A2以上及びB2以上）であること（著しく品質が劣るものは含まれない）。